# Manuel Borras
Manuel Borràs i Ferré (ur. 9 września 1880 w La Cononja, zm. 12 sierpnia 1936) – hiszpański biskup pomocniczy Tarragony, biskup tytularny Bisica, męczennik i błogosławiony Kościoła katolickiego.

## Życiorys
19 września 1903 roku został wyświęcony na kapłana, a 19 kwietnia 1934 roku wyznaczony na biskupa pomocniczego Tarragony i biskupa tytularnego Bisica. 22 lipca 1934 otrzymał święcenia biskupie. Zginął 12 sierpnia 1936 roku w czasie wojny domowej w Hiszpanii.
Beatyfikowany przez prefekta Kongregacji Spraw Kanonizacyjnych kardynała Angelo Amato w imieniu papieża Franciszka 13 października 2013 roku w grupie 522 męczenników.